# Anepitacta inconspicua
Anepitacta inconspicua är en insektsart som beskrevs av Brunner von Wattenwyl 1891. Anepitacta inconspicua ingår i släktet Anepitacta och familjen vårtbitare. Inga underarter finns listade i Catalogue of Life.